# Johann Friedrich Eosander

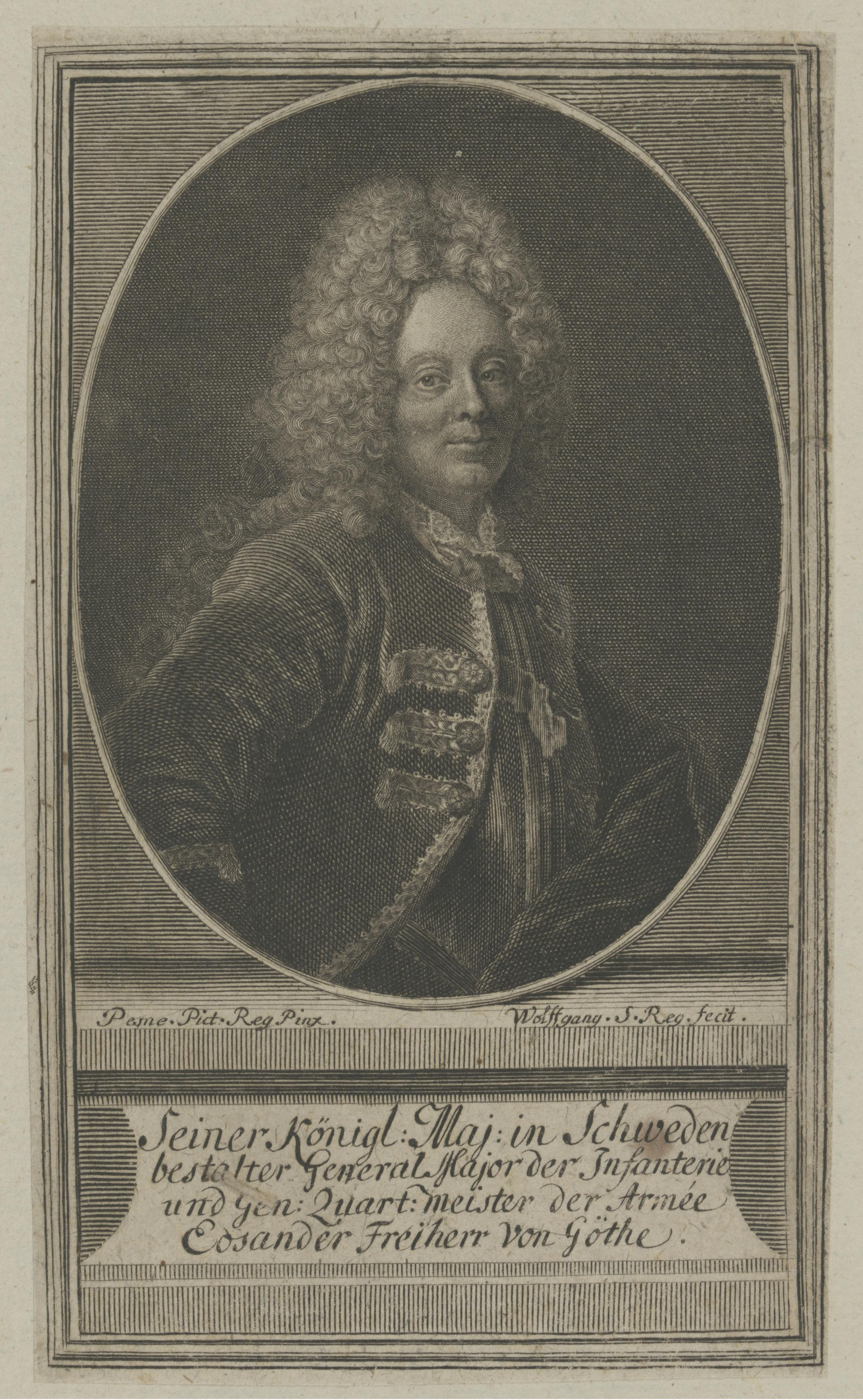
Johann Friedrich Eosander, Kupferstich von Johann Georg Wolfgang nach Antoine Pesne

Johann Friedrich Nilsson Eosander, seit 1713 Freiherr Göthe, genannt Eosander von Göthe (* ≈ 23. August 1669 in Stralsund; † 22. Mai 1728 in Dresden) war ein deutsch-schwedischer Baumeister des Barock und Offizier. Zu seinen Hauptwerken gehören die Erweiterung des Berliner Schlosses und des Charlottenburger Schlosses, der Bau von Schloss Monbijou und von Schloss Übigau sowie der Entwurf des Bernsteinzimmers.

## Leben und Werk

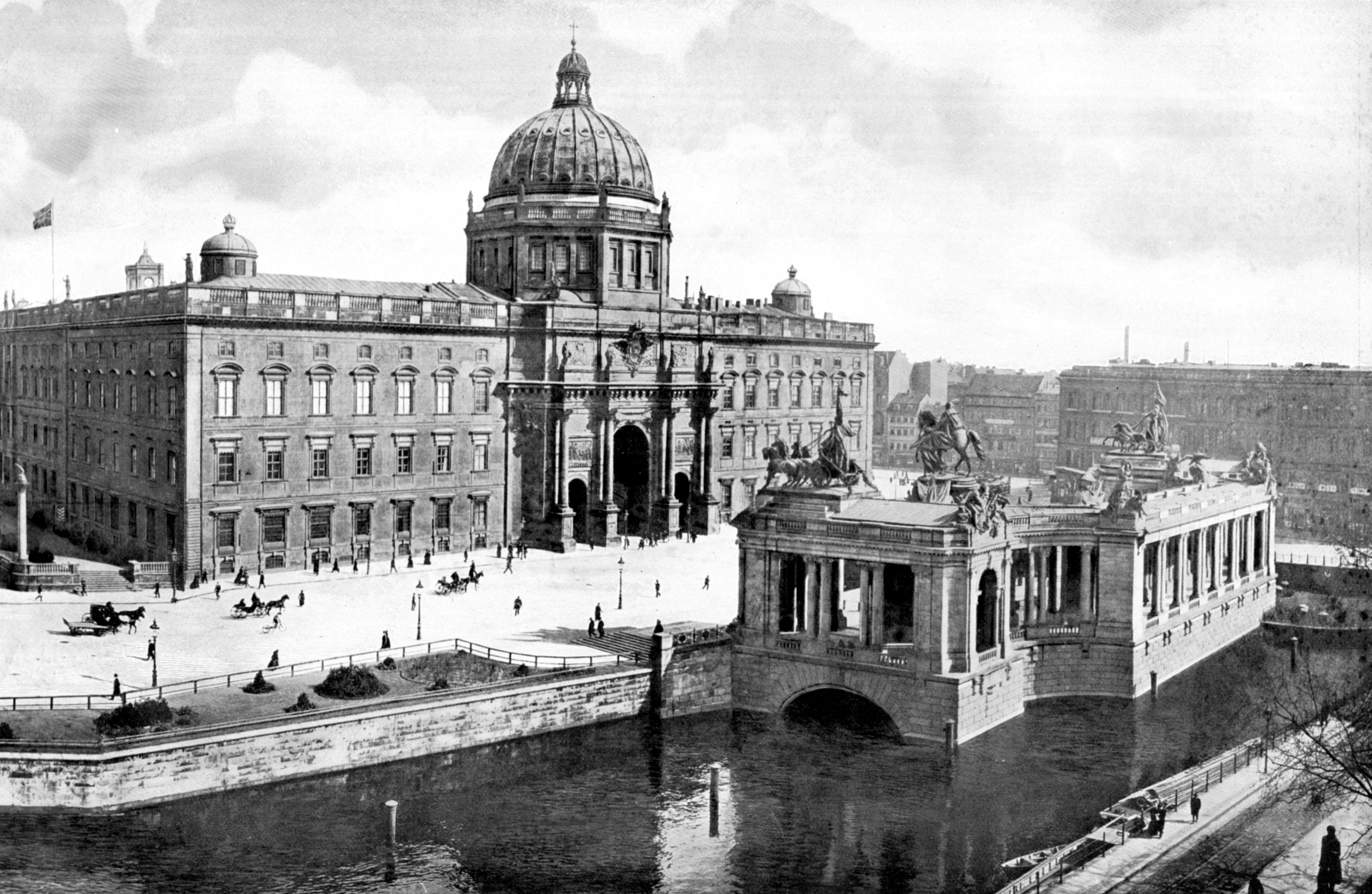
Berliner Schloss, Ansicht der Westfassade mit dem Eosanderportal

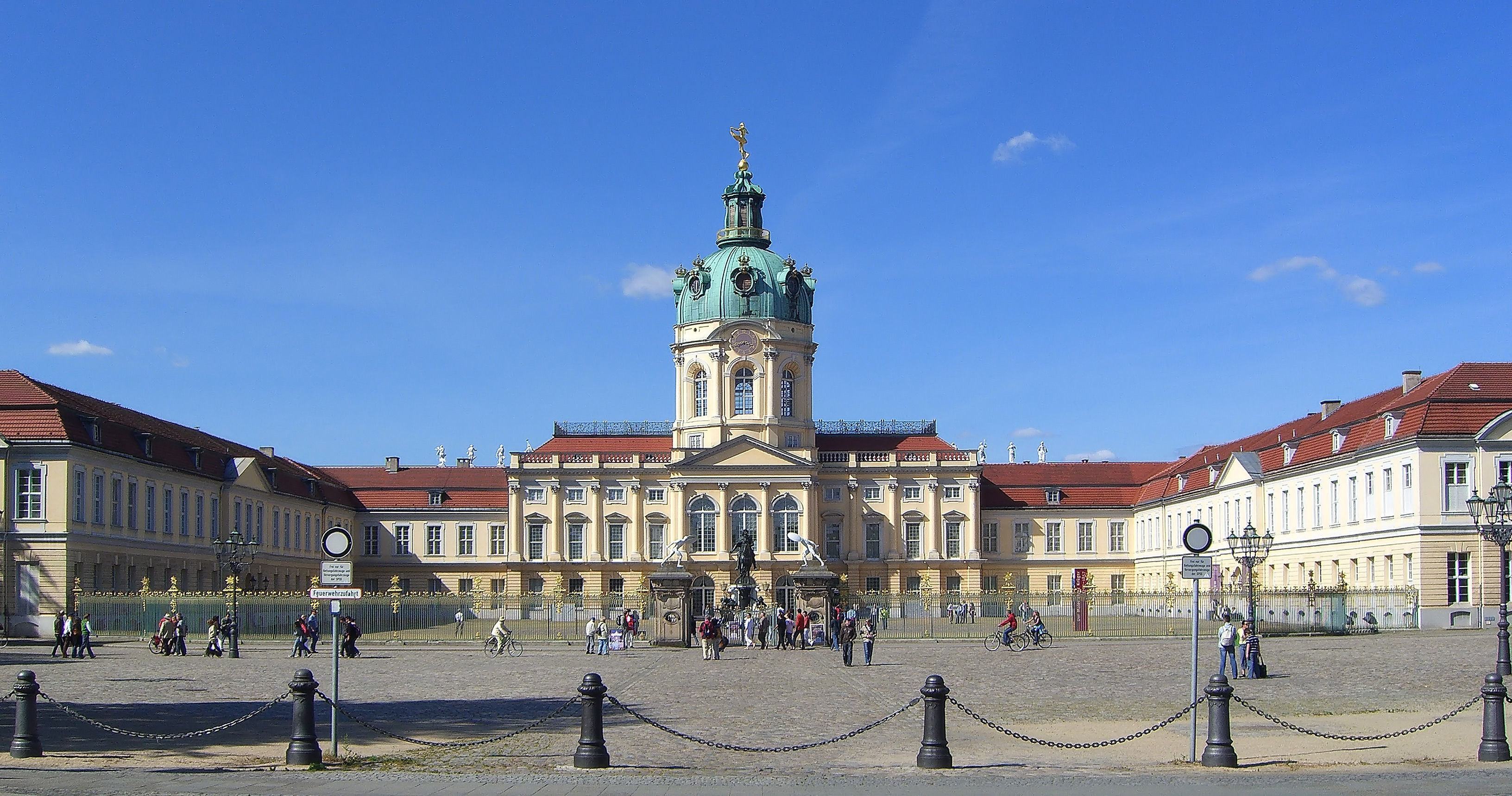
Schloss Charlottenburg, Ansicht der Stadtfassade

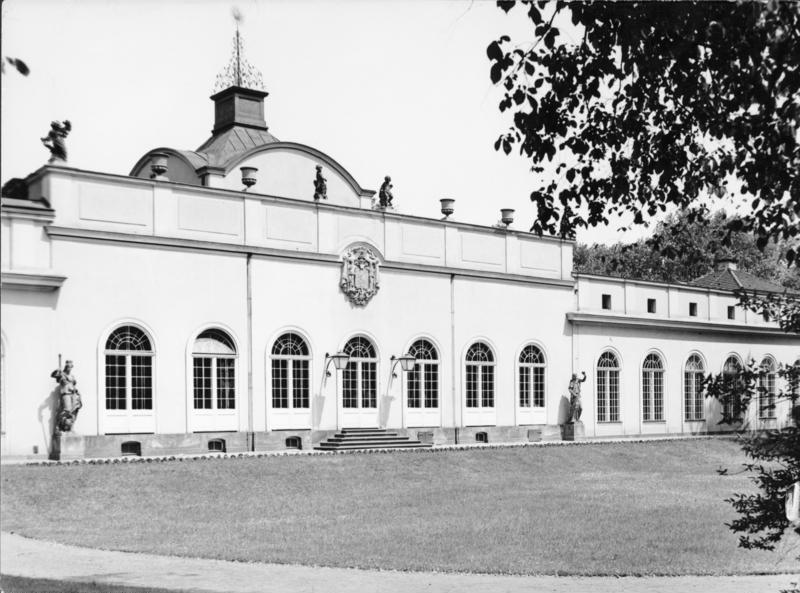
Schloss Monbijou, Ansicht des Mittelbaus von Eosander

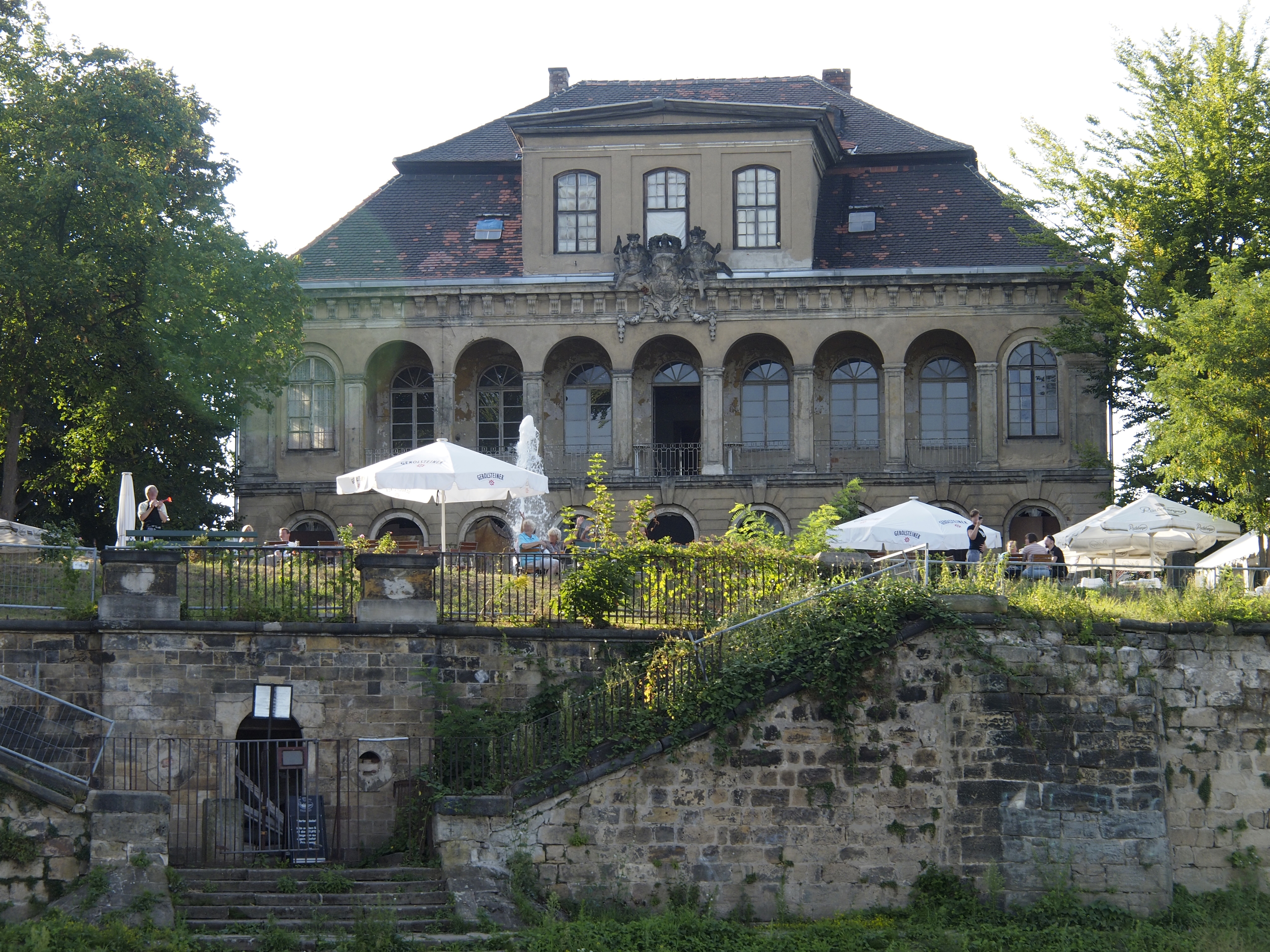
Schloss Übigau, Ansicht der Gartenfassade

Die Eltern Johann Friedrich Nilsson Eosanders waren der Generalquartiermeister in Schwedisch-Vorpommern Nils Israel Eosander, ein Schwede, und dessen Ehefrau Gertrud Warnecke († 1679 in Schleswig), Tochter eines preußischen Beamten. Der Vater hinterließ in Stralsund die Galerie des Heilgeisthospitals und das Wrangelsche Palais, als er 1674 in den Dienst des Herzogs Christian Albrecht von Schleswig-Holstein-Gottorf trat. Nils Eosander lebte dann mit seiner Familie in Kiel und Schleswig und folgte dem Herzog zeitweise ins Hamburger Exil, bis er 1683 ins schwedische Riga versetzt wurde.
Dort begann Johann Friedrich Eosander eine Ausbildung im Festungsbau, wurde 1690 schwedischer Kondukteur-Leutnant und nahm an den Feldzügen gegen Frankreich teil. Als Ingenieur-Leutnant im schwedischen Stettin stationiert, errichtete er 1694–1696 im nahen Kabelwisch seinen ersten Hochbau, ein Herrenhaus für den Gouverneur Graf Nils Bielke. Eosander ging 1697 nach Stockholm, von wo aus ihn vermutlich Nicodemus Tessin oder Bielke 1698 dem brandenburgischen Kurfürsten Friedrich III. empfahl. Dieser stellte ihn im Februar 1699 als Ingenieur-Kapitän an und ernannte ihn im gleichen Jahr zum Hofbaumeister.
Der Kurfürst von Brandenburg hatte die Absicht, König in Preußen zu werden. Er zog talentierte Künstler an seinen Hof, um seiner zukünftig königlichen Residenz Berlin den nötigen repräsentativen Glanz zu verschaffen. Eosander beauftragte er zunächst mit dem Umbau von Schloss Oranienburg. Im Jahr 1700 schickte er ihn für mehrere Monate auf eine Studienreise nach Rom und Paris. Zu den Aufgaben des Zurückgekehrten gehörte neben der Tätigkeit in Schloss und Park Oranienburg die Gestaltung der Schlosskirche in Königsberg zur Krönungsfeier Friedrichs I. im Januar 1701.
Als Baumeister wirkte Eosander zur selben Zeit in Berlin wie Andreas Schlüter, der führende Architekt beim barocken Umbau des Berliner Schlosses, und war damit bis zu Schlüters Entlassung dessen Konkurrent. Nach Eosanders Plänen erfolgte in Berlin die Erweiterung des barocken Schlosses Charlottenburg, welche er 1701–1713 leitete. Sein spätbarocker Stil hat gewisse Verwandtschaften zu dem Filippo Juvaras. Wie diesen zeichnet Eosander ein Hang zum Klassizismus aus und er verzichtet auf hochbarockes Pathos. Die unter seiner Leitung entstandene Innendekoration von Schloss Charlottenburg zeugt von nordischer Strenge. Ab 1701 entwarf Eosander für Friedrich I. das zunächst für Schloss Charlottenburg vorgesehene und dann bis 1712 im Berliner Schloss eingebaute Bernsteinzimmer. Es wurde bereits 1716 von Friedrich Wilhelm I. beim russischen Zaren Peter dem Großen gegen Lange Kerls für die königliche Leibgarde eingetauscht. Seinen endgültigen Platz fand das Bernsteinzimmer schließlich 1755 im Katharinenpalast bei Sankt Petersburg. Von Eosander stammen außerdem das erste Rathaus Charlottenburg und das kleine Schloss Monbijou nördlich der späteren Museumsinsel.
Nach dem Tod Sophie Charlottes 1705 beauftragte Friedrich I. ihn mit einem Entwurf für die neugegründete Stadt Charlottenburg. 1707 löste er Andreas Schlüter als Leiter des Stadtschlossbaus in Berlin ab, wo er jedoch künstlerisch nicht gänzlich frei Schlüters Werk zu vollenden hatte. Der zweite Schlosshof erhielt an der Schloßfreiheit mit dem Eosanderportal einen repräsentativen Zugang von der Westseite (Portal III). Zum Vorbild des dreibogigen Portals nahm sich Eosander den Triumphbogen des Septimius Severus in Rom. Später setzte August Stüler (Bauleitung: Albert Dietrich Schadow) nach einem Entwurf des Königs, überarbeitet von Schinkel, eine Kuppel darüber. Weiter war Eosander auch an der Innenausstattung des Berliner Schlosses beteiligt, wo er das Silberbuffet des Rittersaals und die Ausschmückung der Bildergalerie im Schlüterschen Lustgartenflügel gestaltete.
1713 heiratete er in Berlin Maria Charlotte Merian (1691–1753), eine Tochter des preußischen Geheimen Amtskammerrats und Baurechnungsrevisors Carl Gustav Merian († 1707) und Nichte des bekannten Verlegers Matthäus Merian der Jüngere. Das Paar hatte vier oder fünf Kinder. Nach dem Tode König Friedrichs I. im gleichen Jahr legte Eosander sein Amt nieder, trat in schwedische Dienste und wurde in Stockholm durch Karl XII. zum Freiherrn Göthe erhoben. Im Pommernfeldzug 1715/1716 belagerten die Preußen Stralsund. Nach der Kapitulation der Festung Stralsund kam der Generalmajor 1715 in preußische Gefangenschaft. Er wurde auf Ehrenwort nach Frankfurt am Main – der Heimatstadt seiner Frau – entlassen. Dort führte er so ein verschwenderisches Leben, dass sogar die Merian-Buchhandlung pleiteging.
Auf Vermittlung eines Herren von Besser ging Eosander nach Sachsen in die Dienste Augusts des Starken. Nordwestlich von Dresden errichtete er zwischen 1724 und 1726 für Jakob Heinrich von Flemming das barocke Schloss Übigau an der Elbe. Es ist Eosanders letztes Werk vor seinem Tod 1728 in Dresden.

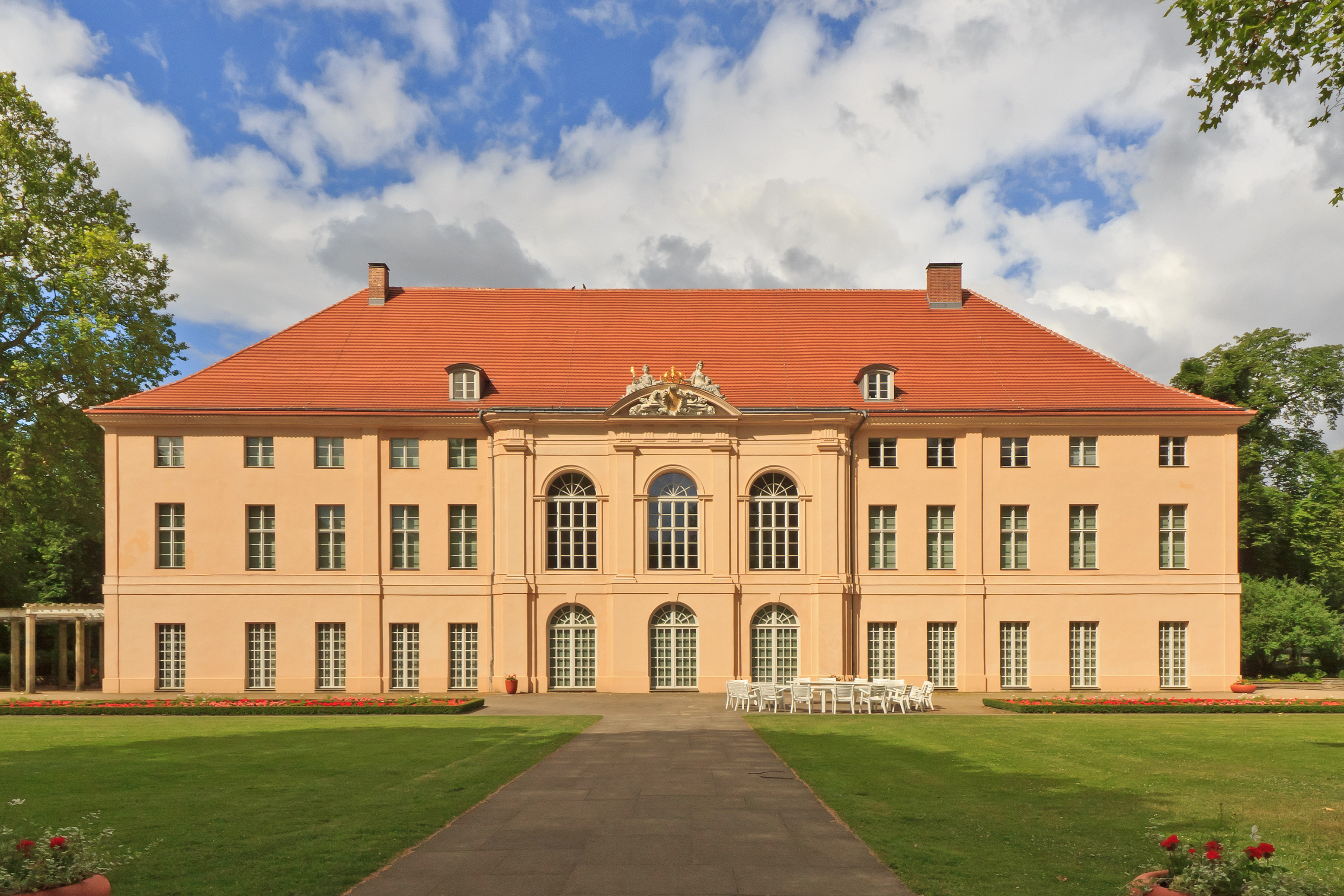
Schloss Schönhausen im Norden Berlins
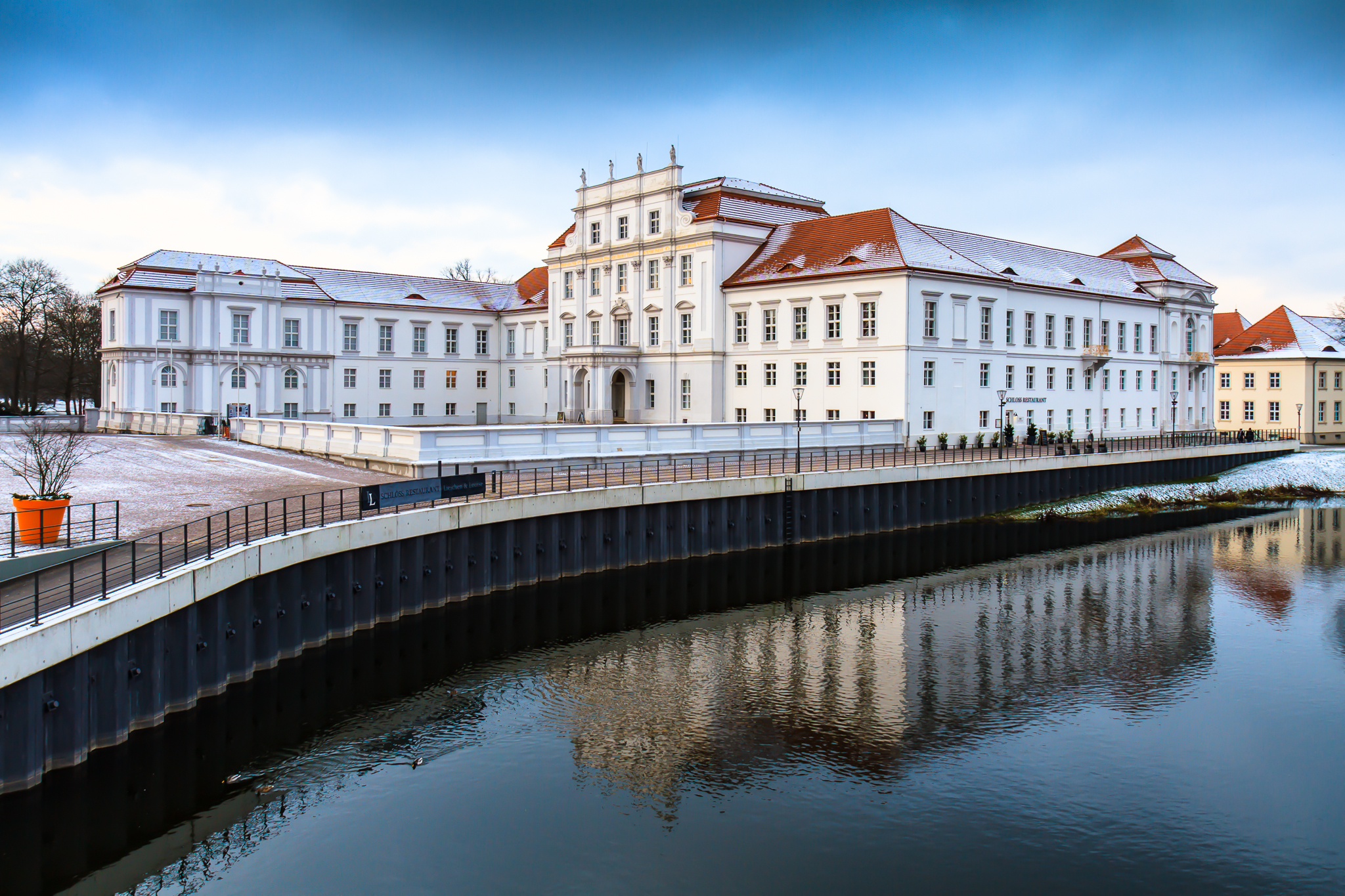
Schloss Oranienburg im Nordwesten von Berlin
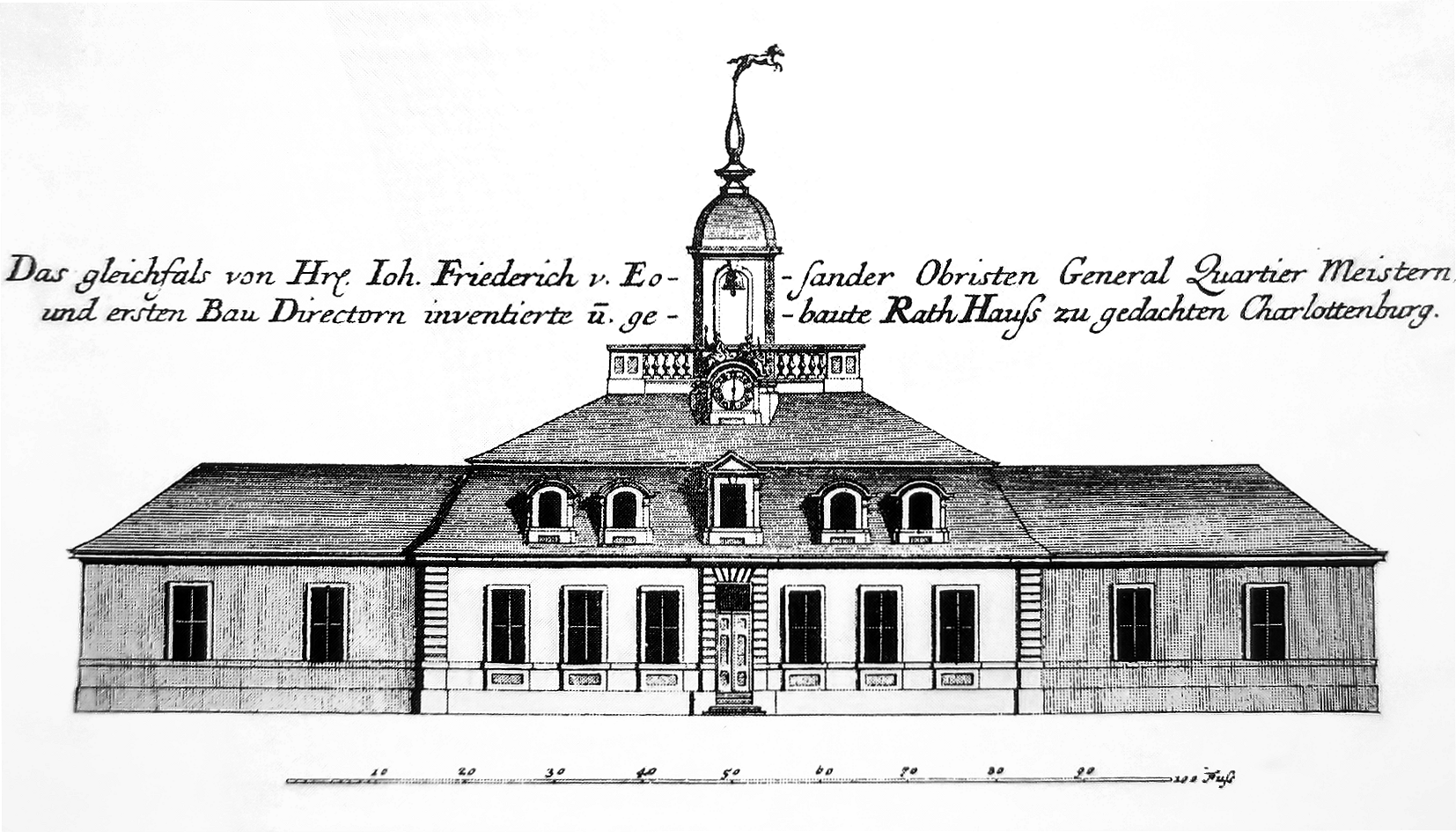
Stich des von Eosander erbauten Rathauses Charlottenburg (nicht erhalten)
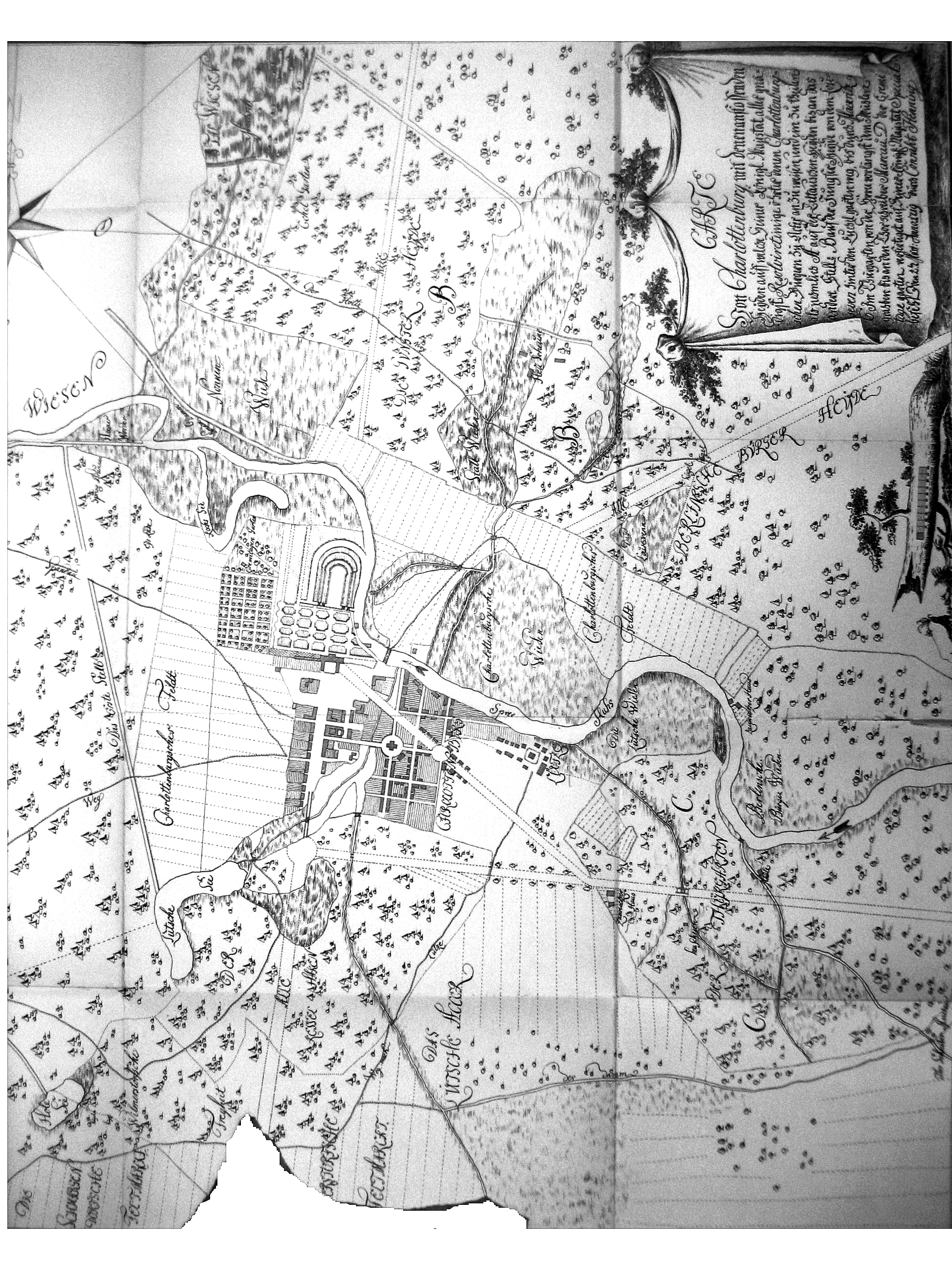
Karte der von ihm geplanten Stadt Charlottenburg (genordet)

## Ehrungen
Nach Johann Friedrich Eosander sind die Eosanderstraße und der Eosanderplatz im Berliner Bezirk Charlottenburg-Wilmersdorf benannt.
Das von ihm gestaltete Portal III und der dahinter liegende Innenhof des Berliner Schlosses erhielten später den Namen Eosanderportal bzw. Eosanderhof.